# Lovo Lino
Novo Lino là một đô thị ở bang Alagoas, Brasil.
Dân số năm 2004 ước tính là 8.231 người và diện tích là 182 km².